# Giro dei Paesi Baschi 2007
Il Giro dei Paesi Baschi 2007, quarantasettesima edizione della corsa e valica come sesto evento dell'UCI ProTour 2007 categoria 2.PT, si svolse in sei tappe dal 9 al 14 aprile 2007, per un percorso totale di 863 km. Fu vinto dallo spagnolo Juan José Cobo che terminò il giro in 21 ore 56 minuti 38 secondi, alla media di 39,328  km/h.
Al traguardo finale di Oiartzun 91 ciclisti conclusero la corsa.

## Tappe
| Tappa  | Data      | Percorso                     | km    | Vincitore di tappa | Leader cl. generale |
| ------ | --------- | ---------------------------- | ----- | ------------------ | ------------------- |
| 1ª     | 9 aprile  | Urretxu > Urretxu            | 139   | Juan José Cobo     | Juan José Cobo      |
| 2ª     | 10 aprile | Urretxu > Valle de Carranza  | 191,5 | Manuel Beltrán     | Juan José Cobo      |
| 3ª     | 11 aprile | Valle de Carranza > Vitoria  | 173,5 | Ángel Vicioso      | Ángel Vicioso       |
| 4ª     | 12 aprile | Vitoria > Lekunberri         | 176   | Jens Voigt         | Ángel Vicioso       |
| 5ª     | 13 aprile | Lekunberri > Oiartzun        | 169   | Juan José Cobo     | Juan José Cobo      |
| 6ª     | 14 aprile | Oiartzun (Cron. individuale) | 14    | Samuel Sánchez     | Juan José Cobo      |
| Totale | Totale    | Totale                       | 863   |                    |                     |

## Squadre partecipanti
| N.      | Cod. | Squadra               |
| ------- | ---- | --------------------- |
| 1-8     | SDV  | Saunier Duval-Prodir  |
| 11-18   | CSC  | Team CSC              |
| 21-28   | GCE  | Caisse d'Epargne      |
| 31-38   | RAB  | Rabobank              |
| 41-48   | DSC  | Discovery Channel     |
| 51-58   | LAM  | Lampre-Fondital       |
| 61-68   | GST  | Team Gerolsteiner     |
| 71-78   | TMO  | T-Mobile Team         |
| 81-88   | AST  | Astana                |
| 91-98   | C.A  | Crédit Agricole       |
| 101-108 | COF  | Cofidis               |
| 111-118 | QSI  | Quick Step-Innergetic |

| N.      | Cod. | Squadra                |
| ------- | ---- | ---------------------- |
| 121-128 | LIQ  | Liquigas               |
| 131-138 | A2R  | AG2R Prévoyance        |
| 141-148 | PRL  | Predictor-Lotto        |
| 151-158 | EUS  | Euskaltel-Euskadi      |
| 161-168 | MRM  | Team Milram            |
| 171-178 | BTL  | Bouygues Télécom       |
| 181-188 | FDJ  | Française des Jeux     |
| 191-198 | UNT  | Unibet.com             |
| 201-208 | REG  | Relax-GAM              |
| 211-218 | KGZ  | Karpin Galicia         |
| 221-228 | FTV  | Fuerteventura-Canarias |

## Dettagli delle tappe

### 1ª tappa
- 9 aprile: Urretxu > Urretxu – 139 km

Risultati
| Pos. | Corridore           | Squadra       | Tempo    |
| ---- | ------------------- | ------------- | -------- |
| 1    | Juan José Cobo      | Saunier Duval | 3h43'05" |
| 2    | Constantino Zaballa | C. d'Epargne  | a 10"    |
| 3    | Óscar Sevilla       | Relax-GAM     | a 11"    |

| Pos. | Corridore           | Squadra       | Tempo    |
| ---- | ------------------- | ------------- | -------- |
| 1    | Juan José Cobo      | Saunier Duval | 3h43'05" |
| 2    | Constantino Zaballa | C. d'Epargne  | a 10"    |
| 3    | Óscar Sevilla       | Relax-GAM     | a 11"    |

### 2ª tappa
- 10 aprile: Urretxu > Valle de Carranza – 191,5 km

Risultati
| Pos. | Corridore            | Squadra       | Tempo    |
| ---- | -------------------- | ------------- | -------- |
| 1    | Manuel Beltrán       | Liquigas      | 4h51'55" |
| 2    | José Antonio Redondo | Astana        | a 15"    |
| 3    | José Ángel Marchante | Saunier Duval | a 19"    |

| Pos. | Corridore            | Squadra       | Tempo    |
| ---- | -------------------- | ------------- | -------- |
| 1    | Juan José Cobo       | Saunier Duval | 8h35'26" |
| 2    | José Ángel Marchante | Saunier Duval | a 6"     |
| 3    | Manuel Beltrán       | Liquigas      | s.t.     |

### 3ª tappa
- 11 aprile: Valle de Carranza > Vitoria – 173,5 km

Risultati
| Pos. | Corridore      | Squadra       | Tempo    |
| ---- | -------------- | ------------- | -------- |
| 1    | Ángel Vicioso  | Relax-GAM     | 4h04'06" |
| 2    | Francisco Vila | Lampre        | s.t.     |
| 3    | Iker Camaño    | Saunier Duval | s.t.     |

| Pos. | Corridore      | Squadra       | Tempo     |
| ---- | -------------- | ------------- | --------- |
| 1    | Ángel Vicioso  | Relax-GAM     | 12h39'58" |
| 2    | Bram Tankink   | Quick Step    | a 2'00"   |
| 3    | Juan José Cobo | Saunier Duval | a 2'14"   |

### 4ª tappa
- 12 aprile: Vitoria > Lekunberri – 176 km

Risultati
| Pos. | Corridore            | Squadra       | Tempo    |
| ---- | -------------------- | ------------- | -------- |
| 1    | Jens Voigt           | Team CSC      | 4h32'15" |
| 2    | José Ángel Marchante | Saunier Duval | a 1'39"  |
| 3    | Alejandro Valverde   | C. d'Epargne  | a 1'53"  |

| Pos. | Corridore            | Squadra       | Tempo     |
| ---- | -------------------- | ------------- | --------- |
| 1    | Ángel Vicioso        | Relax-GAM     | 17h14'26" |
| 2    | José Ángel Marchante | Saunier Duval | a 1'46"   |
| 3    | Juan José Cobo       | Saunier Duval | a 1'54"   |

### 5ª tappa
- 13 aprile: Lekunberri > Oiartzun – 169 km

Risultati
| Pos. | Corridore      | Squadra       | Tempo    |
| ---- | -------------- | ------------- | -------- |
| 1    | Juan José Cobo | Saunier Duval | 4h18'38" |
| 2    | Samuel Sánchez | Euskaltel     | a 1'03"  |
| 3    | Koldo Gil      | Saunier Duval | a 1'38"  |

| Pos. | Corridore      | Squadra       | Tempo     |
| ---- | -------------- | ------------- | --------- |
| 1    | Juan José Cobo | Saunier Duval | 21h34'58" |
| 2    | Ángel Vicioso  | Relax-GAM     | a 1"      |
| 3    | Samuel Sánchez | Euskaltel     | a 1'20"   |

### 6ª tappa
- 14 aprile: Oiartzun – Cronometro individuale – 14 km

Risultati
| Pos. | Corridore        | Squadra       | Tempo  |
| ---- | ---------------- | ------------- | ------ |
| 1    | Samuel Sánchez   | Euskaltel     | 21'36" |
| 2    | Alberto Contador | Discovery Ch. | a 2"   |
| 3    | Juan José Cobo   | Saunier Duval | a 4"   |

| Pos. | Corridore      | Squadra       | Tempo     |
| ---- | -------------- | ------------- | --------- |
| 1    | Juan José Cobo | Saunier Duval | 21h56'38" |
| 2    | Ángel Vicioso  | Relax-GAM     | a 37"     |
| 3    | Samuel Sánchez | Euskaltel     | a 1'16"   |

## Evoluzione delle classifiche
| Tappa              | Vincitore          | Classifica generale | Classifica a punti | Classifica scalatori | Classifica squadre   |
| ------------------ | ------------------ | ------------------- | ------------------ | -------------------- | -------------------- |
| 1ª                 | Juan José Cobo     | Juan José Cobo      | Vicente Ballester  | Aitor Hernández      | Saunier Duval-Prodir |
| 2ª                 | Manuel Beltrán     | Juan José Cobo      | Vicente Ballester  | Manuel Beltrán       | Saunier Duval-Prodir |
| 3ª                 | Ángel Vicioso      | Ángel Vicioso       | Iker Flores        | Aitor Hernández      | Lampre-Fondital      |
| 4ª                 | Jens Voigt         | Ángel Vicioso       | Iker Flores        | Aitor Hernández      | Lampre-Fondital      |
| 5ª                 | Juan José Cobo     | Juan José Cobo      | Iker Flores        | Aitor Hernández      | Saunier Duval-Prodir |
| 6ª                 | Samuel Sánchez     | Juan José Cobo      | Iker Flores        | Aitor Hernández      | Saunier Duval-Prodir |
| Classifiche finali | Classifiche finali | Juan José Cobo      | Iker Flores        | Aitor Hernández      | Saunier Duval-Prodir |

## Classifiche finali

### Classifica generale
| Pos. | Corridore          | Squadra       | Tempo     |
| ---- | ------------------ | ------------- | --------- |
| 1    | Juan José Cobo     | Saunier Duval | 21h56'38" |
| 2    | Ángel Vicioso      | Relax-GAM     | a 37"     |
| 3    | Samuel Sánchez     | Euskaltel     | a 1'16"   |
| 4    | Damiano Cunego     | Lampre        | a 2'26"   |
| 5    | Alejandro Valverde | C. d'Epargne  | a 2'42"   |
| 6    | Davide Rebellin    | Gerolsteiner  | a 2'50"   |
| 7    | Tadej Valjavec     | Lampre        | a 2'57"   |
| 8    | Fränk Schleck      | Team CSC      | a 3'23"   |
| 9    | Joaquim Rodríguez  | C. d'Epargne  | a 3'21"   |
| 10   | Koldo Gil          | Saunier Duval | a 3'41"   |

### Classifica a punti
| Pos. | Corridore            | Squadra       | Punti |
| ---- | -------------------- | ------------- | ----- |
| 1    | Juan José Cobo       | Saunier Duval | 78    |
| 2    | Samuel Sánchez       | Euskaltel     | 71    |
| 3    | José Gómez Marchante | Saunier Duval | 59    |
| 4    | Ángel Vicioso        | Relax-GAM     | 52    |
| 5    | Alejandro Valverde   | C. d'Epargne  | 47    |

### Classifica dei traguardi volanti
| Pos. | Corridore         | Squadra       | Punti |
| ---- | ----------------- | ------------- | ----- |
| 1    | Iker Flores       | Fuerteventura | 9     |
| 2    | Jens Voigt        | Team CSC      | 9     |
| 3    | Mikel Artetxe     | Fuerteventura | 8     |
| 4    | Vicente Ballester | Fuerteventura | 6     |
| 5    | Juan José Cobo    | Saunier Duval | 6     |

### Classifica scalatori
| Pos. | Corridore            | Squadra       | Punti |
| ---- | -------------------- | ------------- | ----- |
| 1    | Egoi Martínez        | Euskaltel     | 53    |
| 2    | Manuel Beltrán       | Liquigas      | 40    |
| 3    | Mikel Astarloza      | Euskaltel     | 39    |
| 4    | Juan José Cobo       | Saunier Duval | 38    |
| 5    | Javier Ramírez Abeja | Fuerteventura | 23    |

### Classifica a squadre
| Pos. | Squadra              | Tempo     |
| ---- | -------------------- | --------- |
| 1    | Saunier Duval-Prodir | 65h55'37" |
| 2    | Caisse d'Epargne     | 10'29"    |
| 3    | Lampre-Fondital      | 10'53"    |
| 4    | Relax-GAM            | 16'10"    |
| 5    | Euskaltel-Euskadi    | 20'41"    |

## Punteggi UCI
| Pos.                 | Corridore           | Squadra       | Punti |
| -------------------- | ------------------- | ------------- | ----- |
| 1                    | Juan José Cobo      | Saunier Duval | 57    |
| 2                    | Ángel Vicioso       | Relax-GAM     | 43    |
| 3                    | Samuel Sánchez      | Euskaltel     | 40    |
| 4                    | Damiano Cunego      | Lampre        | 30    |
| 5                    | Alejandro Valverde  | C. d'Epargne  | 26    |
| 6                    | Davide Rebellin     | Gerolsteiner  | 20    |
| 7                    | Tadej Valjavec      | Lampre        | 15    |
| 8                    | Fränk Schleck       | Team CSC      | 10    |
| 9                    | Joaquim Rodríguez   | C. d'Epargne  | 5     |
| 10                   | Manuel Beltrán      | Liquigas      | 3     |
| Koldo Gil            | Saunier Duval       | 3             |       |
| Jens Voigt           | Team CSC            | 3             |       |
| 13                   | Constantino Zaballa | C. d'Epargne  | 2     |
| José Antonio Redondo | Astana              | 2             |       |
| José Ángel Marchante | Saunier Duval       | 2             |       |
| Francisco Vila       | Lampre              | 2             |       |
| Alberto Contador     | Discovery Ch.       | 2             |       |
| 18                   | Iker Camaño         | Saunier Duval | 1     |
| Óscar Sevilla        | Relax-GAM           | 1             |       |

| Pos. | Squadra                            | Punti |
| ---- | ---------------------------------- | ----- |
| 1    | Saunier Duval-Prodir               | 20    |
| 2    | Caisse d'Epargne                   | 19    |
| 3    | Lampre-Fondital                    | 18    |
| 4    | Euskaltel-Euskadi                  | 16    |
| 5    | Liquigas                           | 15    |
| 6    | Discovery Channel Pro Cycling Team | 14    |
| 7    | Crédit Agricole                    | 13    |
| 8    | Rabobank                           | 12    |
| 9    | Team CSC                           | 11    |
| 10   | Astana                             | 10    |
| 11   | Cofidis                            | 9     |
| 12   | Quick Step-Innergetic              | 8     |
| 13   | AG2R Prévoyance                    | 7     |
| 14   | Predictor-Lotto                    | 6     |
| 15   | T-Mobile Team                      | 5     |
| 16   | Française des Jeux                 | 4     |
| 17   | Unibet.com                         | 3     |
| 18   | Team Milram                        | 1     |

| Pos. | Nazione     | Punti |
| ---- | ----------- | ----- |
| 1    | Spagna      | 171   |
| 2    | Italia      | 50    |
| 3    | Spagna      | 38    |
| 4    | Slovenia    | 15    |
| 5    | Lussemburgo | 10    |
| 6    | Germania    | 3     |